# Mercury Medalist
Mercury Medalist — полноразмерный автомобиль, который выпускался подразделением Mercury компании Ford в 1956 и 1958 годах.

## История
Впервые Medalist был представлен в сентябре 1955 года. В иерархии он был расположен ниже Custom, Monterey и Montclair.
Четырёхдверный седан, двух- и четырёхдверный хардтоп были добавлены в середине 1956 года. Автомобиль оснащался двигателем V8 объёмом 312 кубических дюймов. В стандартную комплектацию входили текстурированная виниловая обивка, резиновые коврики для пола, хромированные молдинги на передних и задних стёклах, а также отделка задней четверти кузова из нержавеющей стали. Дополнительно в комплектацию входили обогреватель и размораживатель лобового стекла, AM-радио, мягкая приборная панель, ремни безопасности, регулируемое переднее сиденье с электроприводом, электрические стеклоподъёмники, усиленное рулевое управление, усиленные тормоза, белые настенные шины, установленные на стальных колёсах диаметром 15 дюймов (381 мм), и вспомогательные дорожные фонари.
Розничная цена автомобиля составила 2254 доллара США (25260 долларов 2023 года). Всего было выпущено 20582 автомобиля. К 1957 году Medalist был снят с производства вместе с Custom, и базовой моделью в гамме Mercury стал Monterey.
В 1958 году был выпущен ещё один Mercury Medalist, но уже в кузовах двух- и четырёхдверный седан. Производственные отчёты показывают, что было произведено в общей сложности 18 732 2-дверных и 4-дверных седана со средней заявленной ценой в 2582 доллара США (27267 долларов 2023 года).